# Salix ledermannii
Salix ledermannii är en videväxtart som beskrevs av Karl Otto von Seemen. Salix ledermannii ingår i släktet viden, och familjen videväxter. Inga underarter finns listade i Catalogue of Life.